# Computerkraker
Een computerkraker is iemand die criminele activiteiten met computers uitvoert. De term 'computerkraker' (jargon cracker of black-hat hacker) stamt uit de 'hacker-gemeenschap'. Het is een benaming voor een kwaadwillig iemand die zich bezighoudt met onder andere het zich wederrechtelijk toegang verschaffen tot al dan niet beveiligde computersystemen. In Nederland en België is het een vorm van computercriminaliteit en strafbaar als computervredebreuk.
Crackers zijn computer- en programmakrakers of computercriminelen die beveiligingen trachten te doorbreken en te misbruiken of verminken. Wanneer de toegang is gekraakt, spreekt men over een crack. Men heeft dan een crack gezet, bijvoorbeeld door een website te bevuilen. Middelen om specifieke programma's te kraken (reverse engineering), met het doel om daar onrechtmatig gebruik van te kunnen maken, worden aangeboden als cracks.
Programma's cracken is het vervangen van een stuk programmacode door een gewijzigde versie van die code, die de gebruikersbeperkingen tegen de zin van de auteur opheffen. Als de auteur niet meer bestaat dan is het legaal cracken van een programma met gebruikersbeperkingen een noodzaak om de volledige versie te kunnen gebruiken. Het beperken van de gebruikersfunctionaliteit wordt ook crippleware genoemd.
Over computerkrakers bestaan soms de wildste verhalen. Zo wordt weleens het beeld geschetst dat een computerkraker zonder moeite weet binnen te komen in welke computer ook. Dit idee stamt uit de jaren tachtig. In die tijd waren computers op grote schaal aanwezig en het belang van beveiliging was ongekend. Het gevolg was dat zelfs tieners met het grootste gemak in de computers van militaire bases inbraken, door gewoon "aan de deur te rammelen" (verfilmd in WarGames en Hackers).

## Hackers en crackers
De benaming hacker wordt vaak verward met een kraker. Een hacker is een persoon die geniet van de intellectuele uitdaging om op een creatieve en onorthodoxe manier aan technische beperkingen te ontsnappen. Maar in het dagelijkse spraakgebruik is het meestal iemand die inbreekt in computersystemen. De benaming is in de jaren negentig gebruikt om een categorie programmeurs aan te duiden die de computer kennen als hun broekzak en zich niets aantrekken van algemene softwareontwerptechnieken en dat ook niet nodig hebben voor hun producten.
Hackers zien zichzelf niet als criminelen en wensen dan ook niet met cracken geassocieerd te worden.